# خفخوف
خُفْخُوف (الاسم العلمي Sericulus)، جنس طيور من فصيلة طيور التعريشة. مواطنها غينيا الجديدة وأستراليا. أثوابها جميلة الألوان المتباينة.

## الأنواع
- Flame bowerbird, Sericulus aureus
- Fire-maned bowerbird, Sericulus bakeri
- Regent bowerbird, Sericulus chrysocephalus